# Bertrada van Montfort
Bertrada van Montfort (ca. 1070 – abdij van Fontevraud, 14 februari 1117) was Franse edelvrouwe, dochter van Simon I van Montfort en diens tweede echtgenote Agnes van Évreux. Bertrada huwde in 1089 met de bijna 30 jaar oudere Fulco IV van Anjou (1043-1109), die voor dit strategische huwelijk zijn vierde echtgenote verstootte. Reden van de huwelijkssluiting was het smeden van een bondgenootschap tussen de families van Simon en Fulco.  
Inmiddels had koning Filips I van Frankrijk om machtspolitieke redenen zijn zinnen gezet op Bertrada. Hij was 20 jaar getrouwd met Bertha van Holland, maar dat had de familie maar één zoon opgeleverd, een zwakke basis voor het voortbestaan van de monarchie. Het verstoten van echtgenotes ter wille van een andere vrouw die voor nageslacht kon zorgen of vergroting van het machtsgebied, was heel gebruikelijk.
In 1092 trouwden Filips en Bertrada met elkaar, hoewel ze allebei nog met anderen getrouwd waren. Het is niet duidelijk of Bertrada Fulco uit vrije wil heeft verlaten of dat ze door Filips was ontvoerd. Hoewel Filips en Bertrada hun eerste huwelijken lieten ontbinden, werd hun huwelijk niet door de kerk erkend. In 1095 volgden zelfs de excommunicatie van Filips en Bertrada door de paus en een interdict voor heel Frankrijk. Ambassadeurs van het paar reisden af naar de Synode van Piacenza waar de pausen met andere kerkelijke leiders samenkwamen, om opheffing van de excommunicatie te bepleiten. De paus gaf hen de tijd tot Pinksteren om weer in het reine te komen met de kerk. Filips en Bertrada scheidden om aan de eisen van de paus tegemoet te komen, maar bleven samenwonen als man en vrouw.
Het is bekend dat Bertrada meerdere pogingen heeft gedaan om haar stiefzoon Lodewijk VI van Frankrijk uit de weg te ruimen zodat haar zoons Filips zouden kunnen opvolgen, maar dit had geen succes. Na de dood van Filips in 1108 trok Bertrada zich terug van het hof en stichtte de abdij van Fontevraud en trad daar in het klooster. Ze is begraven in de priorij van Hautes-Bruyères in Saint-Rémy-l'Honoré, waar haar halfzuster Isabella sinds 1112 als non leefde.
Bertrada en Fulco kregen een zoon : Fulco.
Bertrada en Filips hadden de volgende kinderen:
- Filips (ca. 1093 - 2 september na 1133), gehuwd met Elizabeth (ovl. na 3 maart 1141), erfdochter van Guy heer van Montlhéry en Chevreuse. Benoemd tot graaf van Mantes en heer van Mehun-sur-Yèvre. Hij kwam in opstand tegen Lodewijk VI, met hulp van zijn halfbroer Fulco en zijn oom Amalrik III van Montfort. Toen de opstand mislukte moest Filips de kastelen van Montlhéry en Mantes opgeven.
- Floris (1095 - na 1119), vader van twee dochters
- Cecilia (1097 - na 1145), eerst gehuwd met Tancred, prins van Galilea (oomzegger van Bohemund I van Antiochië), later met Pons, graaf van Tripoli
- Eustatia (ovl. 1143), gehuwd met Jan heer van Etampes en Corbeil, ze stichtte de abdij van Yerres